# Forradalmi dal
A Forradalmi dal a mozgalmi dalok egy megjelenési formája, olyan ének, amelynek sajátos ritmikája, dallama és szövege különlegesen alkalmas embertömegek politikai mozgósítására. A forradalmi dal az adott történelmi pillanat hangulatát, üzeneteit átörökítő műalkotás, melyet jellemzően a történelmi eseményt felidéző megemlékezések, nemzeti ünnepek során szoktak előadni. Egyedi esetben egy ország nemzeti forradalmának népszerű dala később az ország himnuszává válhat.
A forradalmi dal korábbi definíciója: "nép- és osztálytudathoz tartozó megnyilvánulási forma, amely a széles tömegek számára megfogalmazza a forradalom célját, azt hozzáillő zenével népszerűsíti, majd a forradalmi tömegek magukénak vallják." (Ifjúsági kislexikon, 1979)

## Története
A középkorban a parasztfelkelések idején jelentek meg az első forradalmi hangulatú dalok, ezek a népénekek közül kerültek ki, s vallásos jelleggel is rendelkeztek. Az első nem vallásos jellegű forradalmi dal Rouget de l'Isle: Marseillaise-e volt 1792-ben.

## Példák forradalmi dalokra
- Rouget de l'Isle: La Marseillaise („Allons enfants de la Patrie”),  1792 (Franciaország).
- Pierre Degeyter – Eugène Pottier: Internacionálé („Föl, föl ti rabjai a földnek”  kezdettel), (Franciaország).
- Free America (Amerikai Egyesült Államok).
- Kossuth-nóta (Magyarország).